# Jigdrel Changchub Dorje
Jigdrel Changchub Dorje (1935-1959) est le sixième Dzogchen Rinpoché du Tibet de l’école Nyingma du bouddhisme tibétain.
Il est proche du jeune 14e dalaï lama dont il a le même âge. Le dalaï-lama confère à Jigdrel le titre de Khutukhtu, qui est un haut titre au Tibet. 
Il vit au monastère de Dzogchen dans le Kham au Tibet oriental. Il est tué lors de  l'invasion par les Chinois le 18 février 1959, alors que la région est intégrée au Sichuan, où se trouve de nos jours le monastère de Dzogchen. Il a alors tout juste 24 ans.